# Franz Neuländtner
Franz Neuländtner (née le 29 janvier 1966 à Höhnhart) est un ancien sauteur à ski autrichien.

## Palmarès

### Championnats du monde
| Épreuve / Édition | Oberstdorf 1987 | Lahti 1989 |
| Petit Tremplin    | 58e             | 23e        |
| Grand Tremplin    | 45e             | 6e         |
| Par Equipes       | Bronze          | 6e         |

### Championnats du monde de vol à ski
| Épreuve / Édition | Planica 1985 | Kulm 1986 |
| Individuel        | 15e          | Argent    |

### Coupe du monde
- Meilleur classement final: 4e en 1986.
- 2 victoires.

#### Saison par saison
| Année | Lieu                     |
| 1986  | Lake Placid (États-Unis) |
| 1990  | Lahti (Finlande)         |